# 慶尚南道警察庁

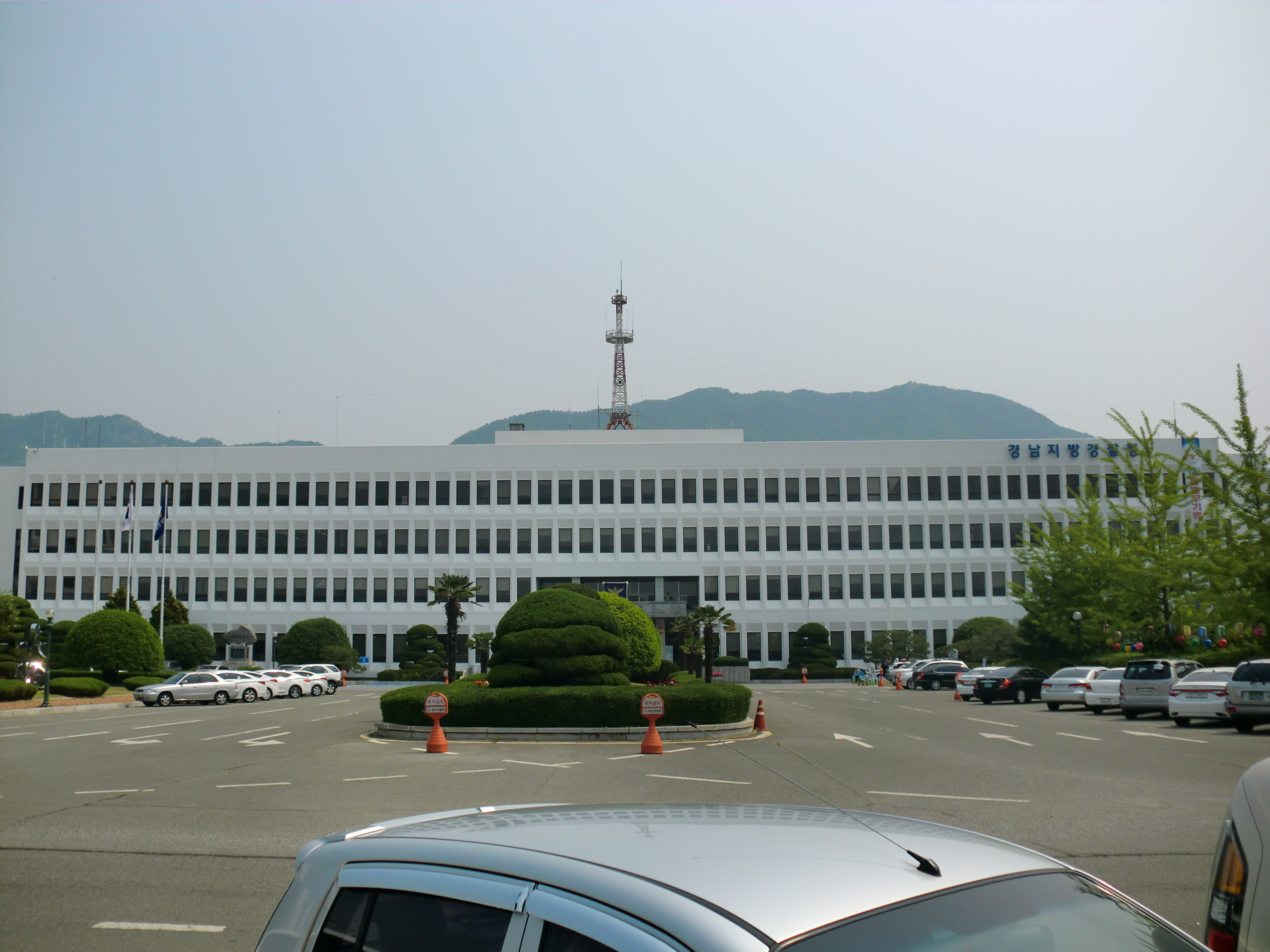
慶尚南道警察庁舎

慶尚南道警察庁（キョンサンナムどうちほうけいさつちょう、Gyeongnam Provincial Police Agency、キョンサンナムドギョンチャルソ）は大韓民国慶尚南道の23警察署を監督する機関である。

## 歴史
- 1945年10月21日:国立警察創設と共に慶尚南道警察部発足
- 1948年11月18日:慶尚南道警察局に改称。
- 1963年1月1日：釜山直轄市昇格に伴い釜山直轄市内の警察署を釜山直轄市警察局に移管
- 1977年11月9日：昌原警察署（現：昌原中部警察署）設置。
- 1979年10月15日：蔚山南部警察署設置。
- 1983年7月1日：警察局庁舎を釜山直轄市から昌原市に移転。
- 1984年2月21日：馬山東部警察署設置。
- 1991年7月24日：慶南地方警察庁に改称。
- 1999年7月2日：蔚山地方警察庁設置に伴い蔚山広域市内の3警察署を移管。
- 1999年7月15日:昌原西部警察署設置。
- 2008年12月30日：金海西部警察署を設置。金海警察署は金海中部警察署に名称変更。
- 2021年1月1日 : 自治警察制の施行を受け、正式名称を慶尚南道警察庁に改称。

## 組織
- 警察庁長
  - 広報担当官
  - 聴聞監査担当官
  - 警務課
  - 生活安全課
  - 捜査課
  - 警備交通課
  - 情報課
  - 保安課

## 管轄警察署
- 昌原中部警察署
- 昌原西部警察署
- 馬山中部警察署
- 馬山東部警察署
- 鎮海警察署
- 晋州警察署
- 金海中部警察署
- 金海西部警察署
- 梁山警察署
- 統営警察署
- 泗川警察署
- 巨済警察署
- 密陽警察署
- 居昌警察署
- 陜川警察署
- 昌寧警察署
- 固城警察署
- 河東警察署
- 南海警察署
- 咸陽警察署
- 山清警察署
- 咸安警察署
- 宜寧警察署